# Antoine Lécea
Pas d'image ? Cliquez ici

a Compétitions nationales et continentales officielles uniquement.

Antoine Lécea, né le 28 septembre 1934 à Olazagutia (Espagne), est un joueur français de rugby à XV et de rugby à XIII évoluant au poste de troisième ligne dans les années 1950 à 1960.

## Biographie

### Joueur de rugby
Fils d'un réfugié basque, Antoine Lécea immigre à Biarritz en France en 1947. Il pratique au cours de son enfance le rugby à XV et intègre le Biarritz olympique. Après avoir joué avec ce dernier dans le Championnat de France, il rejoint le Stade niortais qui lui offre un poste au Crédit agricole. S'initiant au monde économique et la comptabilité, il monte un projet de distribution de produits pétroliers en zone rurale dans le même temps qu'il change de code de rugby pour rejoindre le rugby à XIII et le club du F.C. Lézignan dans l'Aude. Avec celui-ci, il joue trois saisons et remporte la Coupe de France en 1960 et le Championnat de France en 1961

### Créateur deDyneff
Il prend sa retraite sportive à seulement 27 ans pour se consacrer à ses activités professionnelles amenant la création de son entreprise Dyneff de distribution de produits pétroliers en France et en Espagne créée en 1976. L'entreprise, avec alors un chiffre d'affaires de 2,2 milliards d'euros, est rachetée en 2006 par Rompetrol.

## Palmarès

### Rugby à XV

#### Détails en club
| Saison    | Saison             | Championnat           | Championnat    | Coupe                    | Coupe        |
| Saison    | Saison             | Comp.                 | Class.         | Comp.                    | Class.       |
| --------- | ------------------ | --------------------- | -------------- | ------------------------ | ------------ |
| 1953-1954 | Biarritz olympique | Championnat de France | 1/8 finale     | Challenge Yves du Manoir | 7e (poule B) |
| 1954-1955 | Stade niortais     | Championnat de France | Phase de poule |                          |              |
| 1955-1956 | Stade niortais     | Championnat de France | Phase de poule |                          |              |
| 1956-1957 | Stade niortais     | Championnat de France | Phase de poule |                          |              |
| 1957-1958 | Stade niortais     | Championnat de France | Phase de poule |                          |              |

### Rugby à XIII
- Collectif :

- - Vainqueur du Championnat de France : 1961 (Lézignan).
  - Vainqueur de la Coupe de France : 1960 (Lézignan).
  - Finaliste du Championnat de France : 1959 (Lézignan).
  - Finaliste de la Coupe de France : 1961 (Lézignan).

#### Détails en club
| Saison    | Saison      | Championnat           | Championnat | Coupe           | Coupe      |
| Saison    | Saison      | Comp.                 | Class.      | Comp.           | Class.     |
| --------- | ----------- | --------------------- | ----------- | --------------- | ---------- |
| 1958-1959 | FC Lézignan | Championnat de France | Finaliste   | Coupe de France | 1/4 finale |
| 1959-1960 | FC Lézignan | Championnat de France | 6e          | Coupe de France | Vainqueur  |
| 1960-1961 | FC Lézignan | Championnat de France | Champion    | Coupe de France | Finaliste  |